# Communauté de communes de Rohrbach-lès-Bitche
Die Communauté de communes de Rohrbach-lès-Bitche (deutsch Gemeindeverband Rohrbach bei Bitsch) ist ein ehemaliger Gemeindeverband mit der Rechtsform einer Communauté de communes im Arrondissement Sarreguemines im Département Moselle der Region Grand Est. Sie wurde am 30. Dezember 1993 gegründet und am 1. Januar 2017 aufgelöst. Der Verwaltungssitz befand sich im Ort Rohrbach-lès-Bitche.

## Geschichte
Am 30. Dezember 1993 wurde der SIVOM de Rohrbach-lès-Bitche in die spätere Communauté de communes de Rohrbach-lès-Bitche umgewandelt.
Aufgrund des Gesetzes Loi NOTRe wurde die Gemeindeverband mit Wirkung vom 1. Januar 2017 aufgelöst und die Mitgliedsgemeinden in die Communauté de communes du Pays de Bitche integriert.

## Ehemalige Mitgliedsgemeinden
Der Gemeindeverband umfasste neun Gemeinden:
1. Achen
2. Bettviller
3. Bining
4. Etting
5. Gros-Réderching
6. Petit-Réderching
7. Rahling
8. Rohrbach-lès-Bitche
9. Schmittviller